# Верхне-Депский заказник
Верхне-Депский заказник — государственный природный зоологический заказник областного значения.

## Расположение и границы
Находится в Зейском районе Амурской области России, в верховьях реки Деп, западнее Байкало-Амурской магистрали. Северная граница проходит от истока реки Долбырь на северо-восток по вершинам хребта Соктахан до отметки высоты 527,5 метров, далее до вершины безымянного ключа — правого притока Депа и далее по прямой до его истока, затем от истока по северо-западному берегу озера Огорон до устья ключа Третий и вверх по ключу до пересечения с автомобильной и железной дорогами. Восточная — от пересечения ключа Третий с автомобильной и железной дорогами по автомобильной дороге, идущей на юг вдоль БАМ, до пересечения с рекой Тунгалой. Южная — по реке Тунгале от пересечения с автомобильной дорогой вниз по течению до впадения в Деп, далее — вниз по течению Депа до устья реки Долбырь. Западная — от устья до истока реки Долбырь. Площадь — 156,8 тыс. га.

## Цель создания
Создан 15 сентября 1976 года решением облисполкома Амурской области № 352 с целью сохранения и восстановления редких и исчезающих видов животных, в том числе ценных видов в хозяйственном, научном и культурном отношениях. Режим охраны и границы утверждены постановлением № 200 Губернатора Амурской области от 24 апреля 2006 года.

## Климат
Климат континентальный с муссонными чертами и среднемноголетней температурой воздуха за год −4,1 ºС. Средняя температура июля составляет +18,6 ºС, января −30,1 ºС. Среднегодовое количество осадков — 530 мм, из них 80 % приходится на тёплый период. Преобладают ветры северо-западного направления, среднегодовая скорость ветра — 2 м/с. Весна холодная, засушливая, лето влажное, умеренно тёплое, с частыми циклоны. Зима суровая, высота снегового покрова достигает 30 см.

## Гидрография
Гидрографическую сеть заказника составляют реки: Деп, Долбырь, Четканда, Ушмун, Алгакан, Тунгала, Хогде-Джугдагын и Анегдан; а также ключи — Дорожный, Тыгдылан, Макаровский и Тёмный.

## Флора и фауна
На территории заказника, расположенной в подзоне средней тайги, произрастают горные елово-пихтовые и лиственничные леса, лиственничные редколесья в сочетании с марями. Здесь встречаются такие ценные промысловые животные и птицы, как лось, изюбрь, косуля, кабан, медведь, заяц-беляк, норка, колонок, рысь, ондатра, лисица, рябчик, глухарь; отмечено гнездование редких видов птиц — дикуши, скопы, орлана-белохвоста, чёрного аиста.

## Значение
В расширении между хребтами Соктахан и Джагды озеро Огорон образует единственный коридор, по которому проходят пути миграций косулей и лосей на Верхнезейскую равнину, расположенную на севере области.
На территории заказника запрещена любая деятельность, противоречащая целям его создания или причиняющая вред природным комплексам и их компонентам.
Угрозы: лесозаготовки в еловых лесах предгорий хребта Соктахан, разработка месторождений рассыпного золота, браконьерство.